# 86 (tal)
86 (åttiosex) är det naturliga talet som följer 85 och som följs av 87.
- Hexadecimalt: 56
- Binärt: 01010110
- Delare: 1, 2, 43, 86
- har primfaktoriseringen 2 · 43
- Summan av delarna: 132

## Inom matematiken
- 86 är ett jämnt tal.
- 86 är ett semiprimtal
- 86 är ett extraordinärt tal.
- 86 är ett kvadratfritt tal.
- 86 är ett aritmetiskt tal.
- 86 är ett Erdős–Woodstal.
- 86 är ett palindromtal i det senära talsystemet.
- I bas 10 är  86 ett glatt tal.
- Det har förmodats att 86 är det största talet n för vilket decimalutvecklingen av 2n inte innehåller en enda 0.
- 86 = (8 x 6 = 48) + (4 x 8 = 32) + (3 x 2 = 6).

## Inom vetenskapen
- Radon, atomnummer 86
- 86 Semele, en asteroid
- Messier 86, linsformad galax i Jungfrun, Messiers katalog